# Ngauruhoe
El monte Ngauruhoe es un estratovolcán activo en la isla Norte de Nueva Zelanda, formado por capas de lava y piroclasto.
Es el de más reciente creación en el complejo volcánico Tongariro, en la meseta central de la isla norte, hizo la primera erupción hace alrededor de 2500 años.
Aunque visto por la mayoría como un volcán en sí mismo, es técnicamente un cono secundario del monte Tongariro.
Está localizado entre los volcanes activos del monte Tongariro hacia el norte y el monte Ruapehu al sur, al oeste del desierto de Rangipo y unos 25 kilómetros al sur de la orilla sur del lago Taupo.

## Actividad reciente

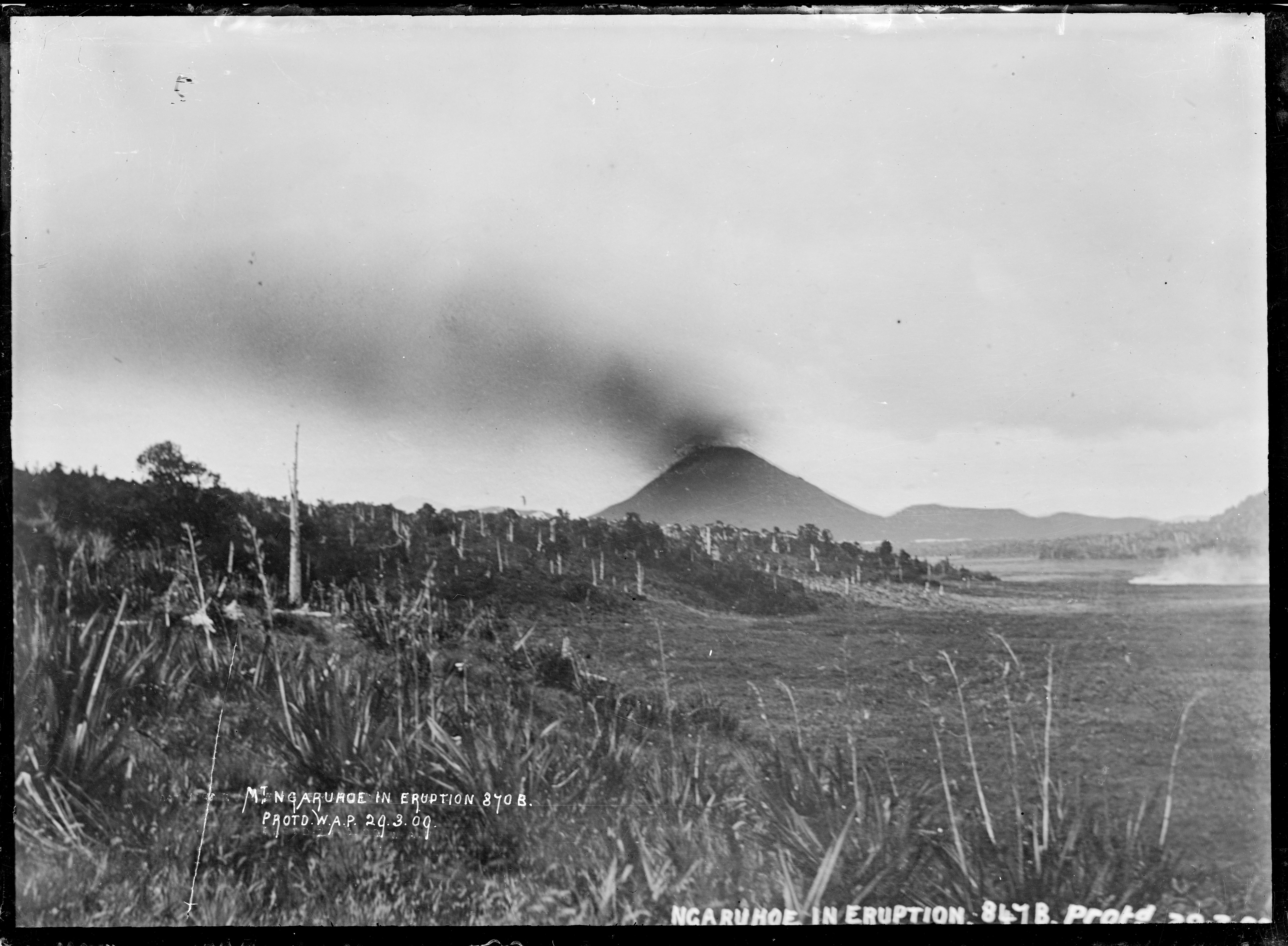
Vista del monte Ngauruhoe en erupción. Fotografía tomada por William A Price, el 29 de marzo de 1909.

Entró en erupción 45 veces en el siglo XX, por última vez en 1977. Se forman fumarolas dentro del cráter interno y en el borde oriental del cráter exterior. Escaladores que sufren de asma pueden ser afectados por los gases sulfurosos emitidos desde el cráter.
El volcán no ha mostrando signos de cualquier malestar significativo y el nivel de alerta volcánica se ha reducido a cero.
Un aumento significativo en la actividad sísmica en mayo de 2006 hizo que el nivel de alerta se elevara. Durante los siguientes dos años GeoNet registró un promedio de cinco a treinta sismos por día cerca de Ngauruhoe, aunque el número máximo diario fue de ochenta.
Desde mediados de 2008 el número de sismos volcánicos cerca del volcán se ha reducido al nivel más bajo. 
Mediciones periódicas de los niveles de gases volcánicos y la temperatura de un gas de ventilación no han detectado ningún cambio significativo en los últimos dos años y medio.

## Apariciones en cine

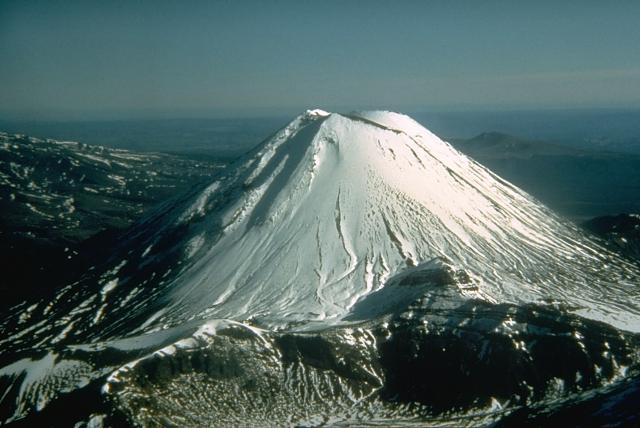
Monte Ngauruhoe

En 1974 como parte de una campaña promocional de su patrocinador Moët & Chandon, el campeón esquiador Jean-Claude Killy se filmó esquiando por la ladera este de la montaña. La pendiente media de este lado del volcán es de 35°, y Killy fue captado por el radar de esquí a más de 100 millas por hora.
También fue utilizado como un sustituto del volcán ficticio Orodruin o Monte del Destino en la trilogía cinematográfica de El Señor de los Anillos del director neozelandés Peter Jackson.

## Referencias

Vista del monte Ngauruhoe desde el Tongariro Alpine Crossing.